# Austro-Daimler
Die Österreichische Daimler-Motoren-Gesellschaft wurde 1899 als Tochter der deutschen Daimler-Motoren-Gesellschaft gegründet und trug ursprünglich den Namen Oesterreichische Daimler-Motoren-Commanditgesellschaft Bierenz Fischer u. Co. Ab 1909 eigenständig, verwendete man ab dem Jahr 1910 den Markennamen Austro-Daimler. Das Werk war in Wiener Neustadt und stellte neben Verbrennungsmotoren und Kraftfahrzeugen auch leichte Schienenfahrzeuge her. 1928 fusionierte Austro-Daimler mit den Puch-Werken und der Österreichischen Flugzeugfabrik AG zur Austro-Daimler-Puchwerke AG. Diese wurde 1934 mit den Steyr-Werken zu Steyr-Daimler-Puch AG vereinigt. Im Zuge dieser Fusion wurden die Zweiradproduktion in Graz und die Automobilfertigung in Steyr konzentriert. Die Produktion von Schienenfahrzeugen wurde eingestellt und das Austro-Daimler-Werk in Wiener Neustadt geschlossen. Die Marke Austro Daimler wurde von Steyr-Daimler-Puch für Fahrräder verwendet.

## Geschichte

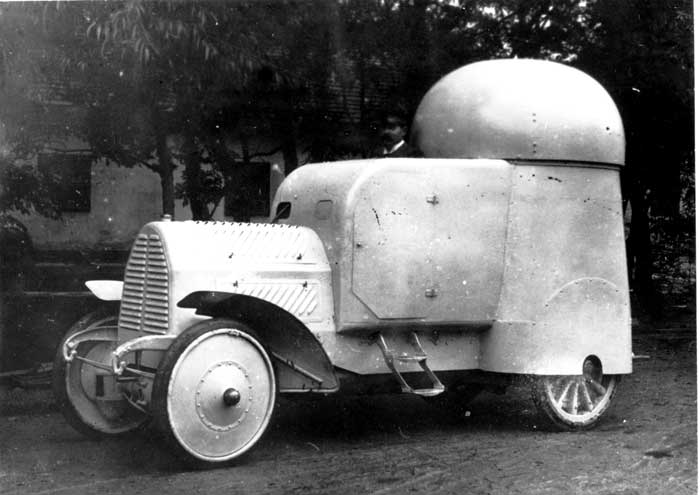
Austro-Daimler Panzerwagen

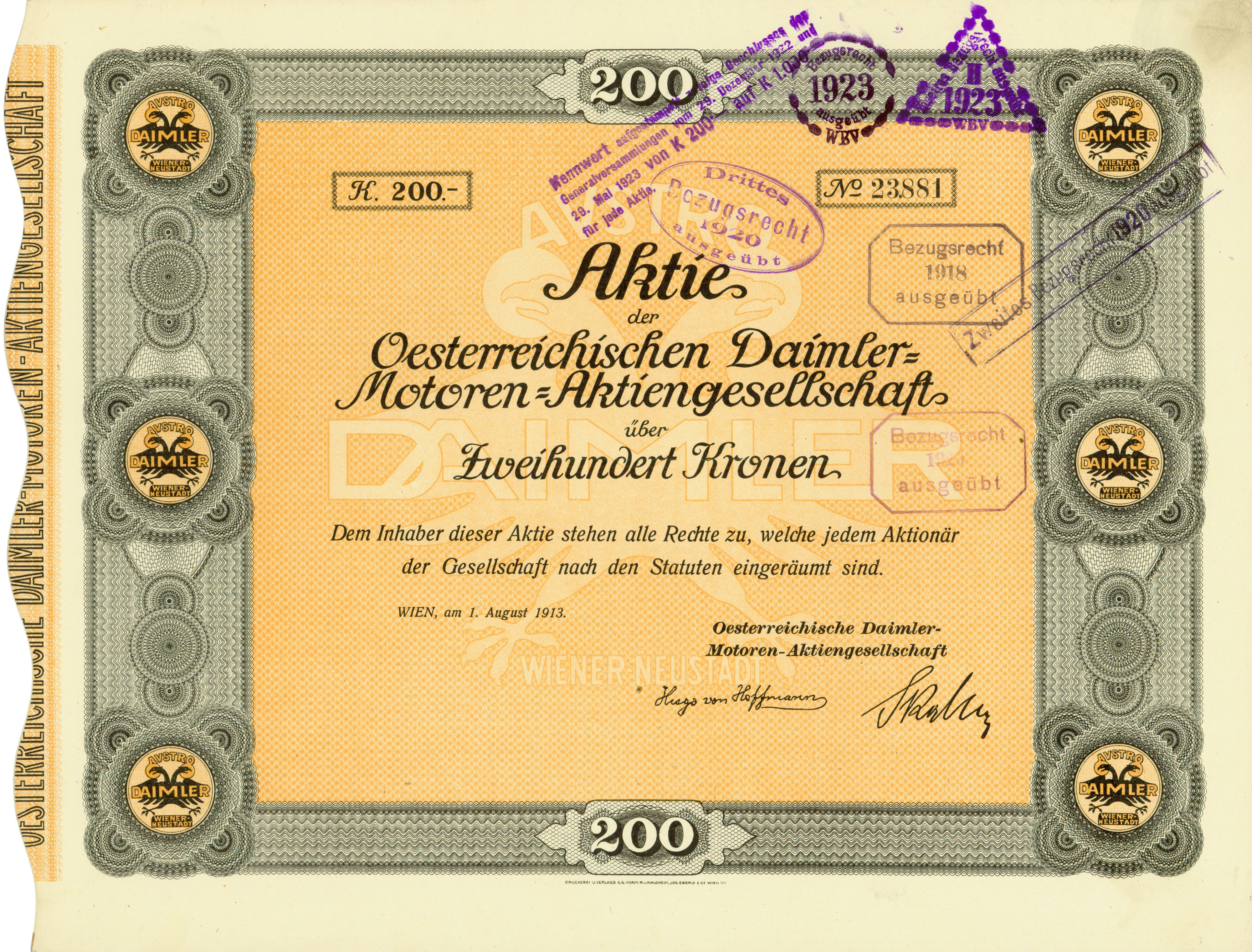
Aktie über 200 Kronen der Oesterreichischen Daimler-Motoren-AG vom 1. August 1913

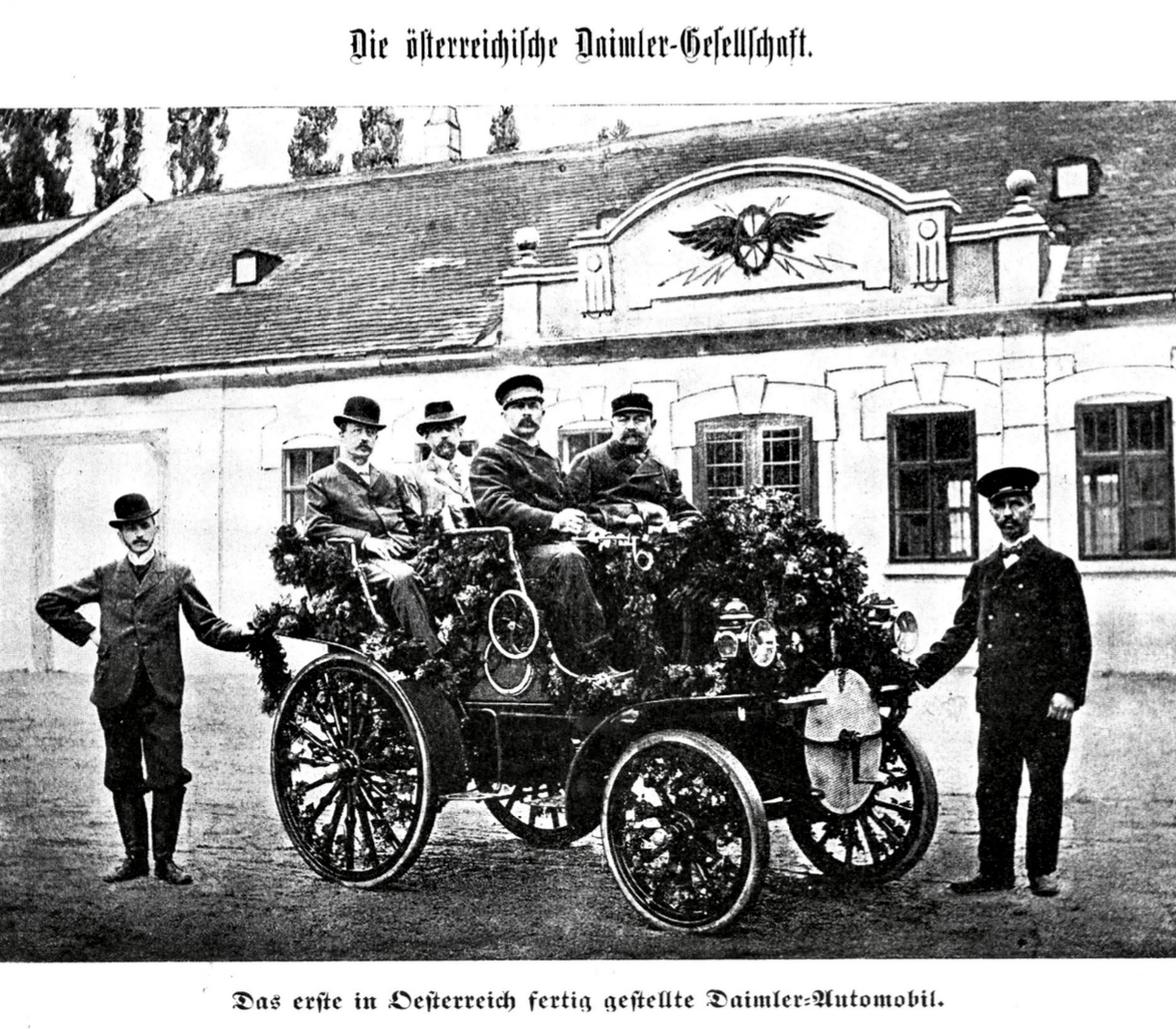
Oesterreichische Daimler-Motoren-Commanditgesellschaft Bierenz Fischer u. Co Fahrzeug Nr.1

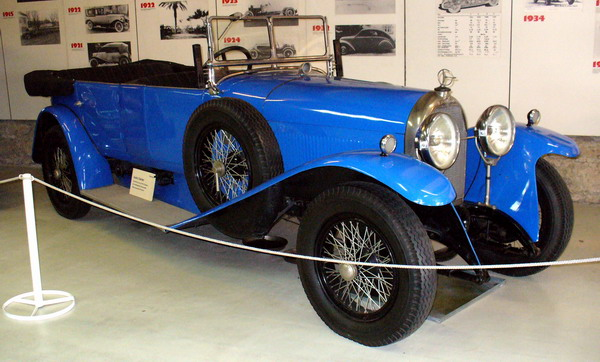
Austro-Daimler ADM (1923)

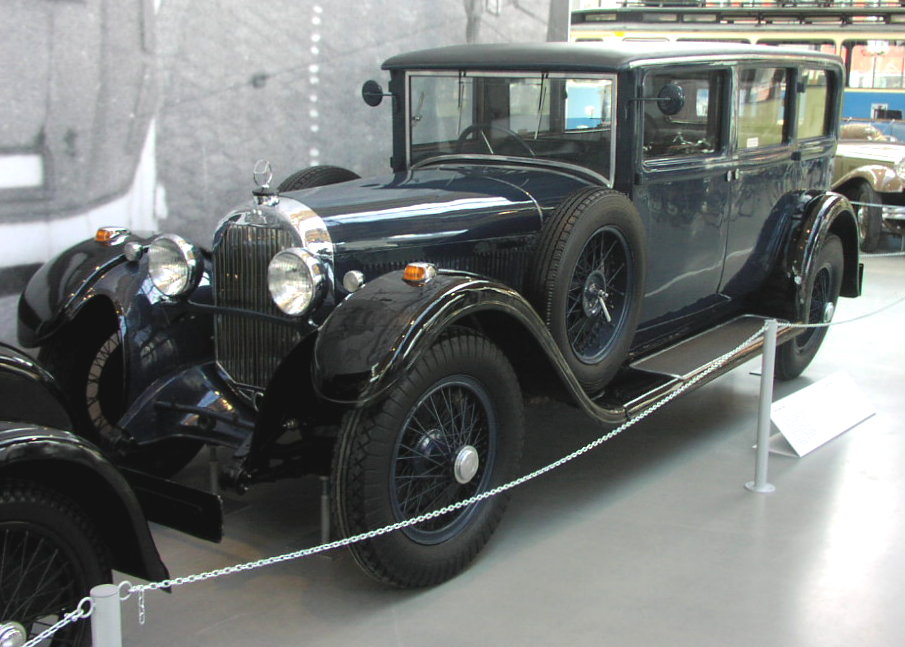
Austro-Daimler ADR (1928)

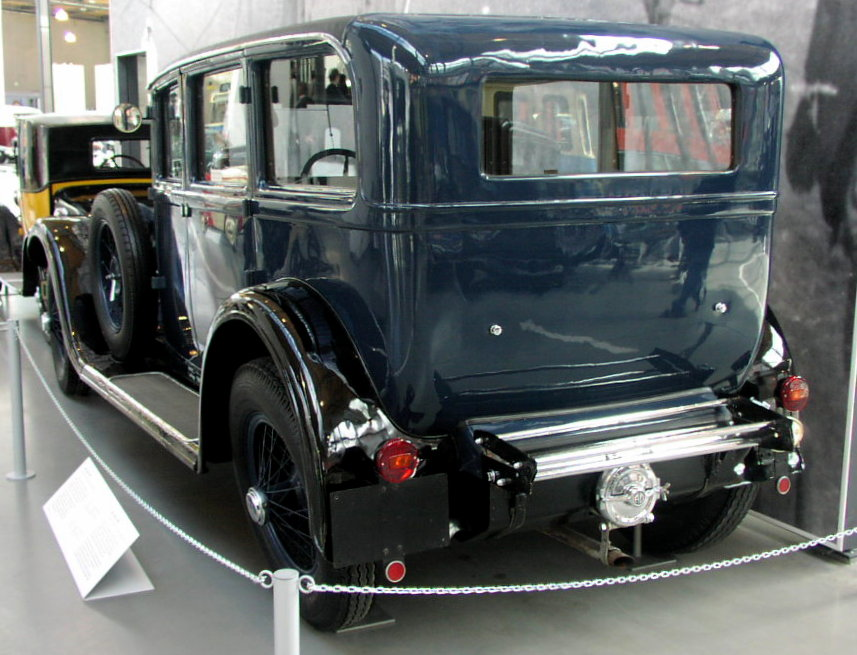
Austro-Daimler ADR (1928)

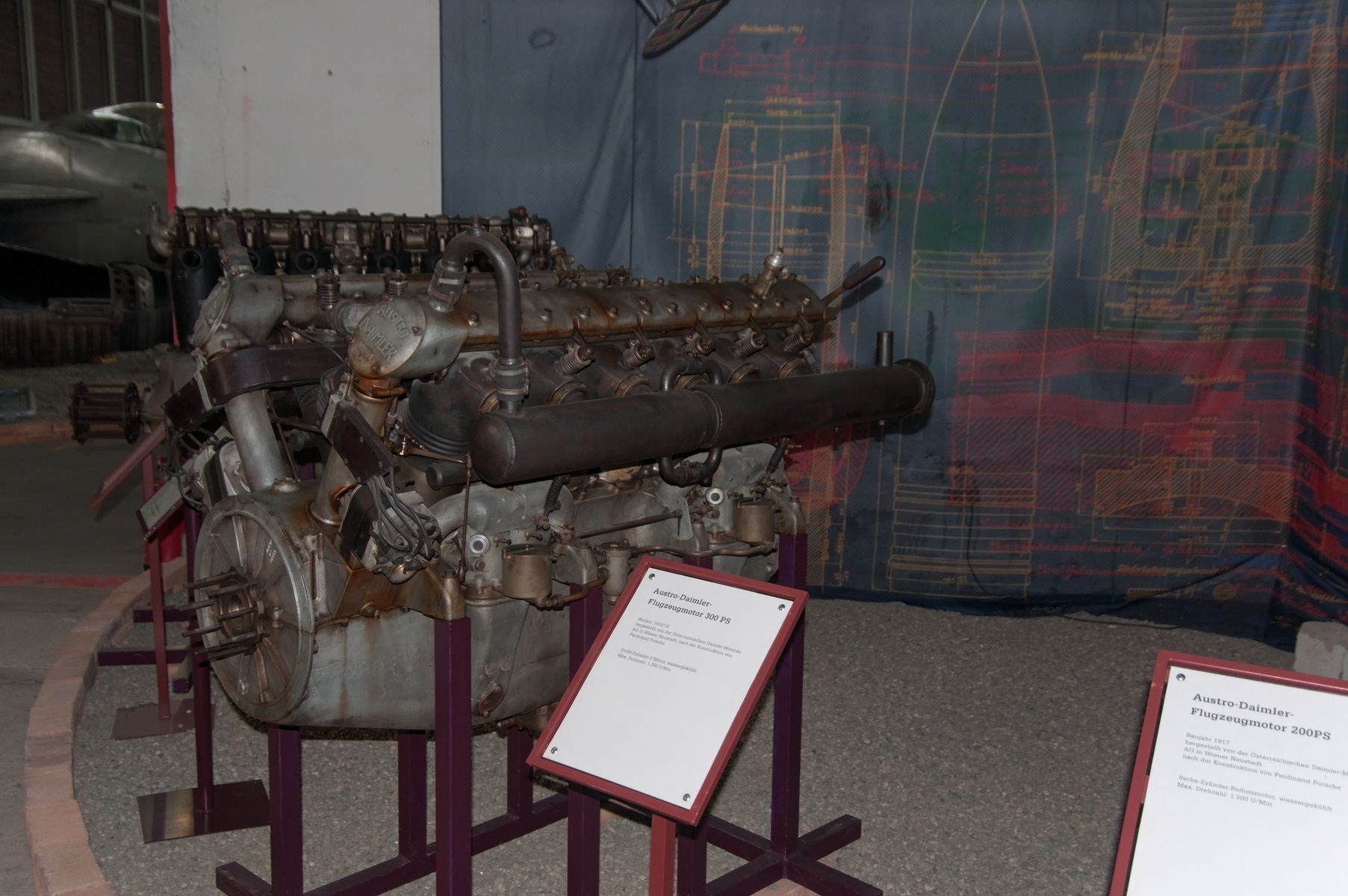
Austro-Daimler
Zwölfzylinder-V-Flugmotor Typ AD12
mit 300 PS (1915/16)

Die Oesterreichische Daimler-Motoren-Commanditgesellschaft Bierenz Fischer u. Co in Wiener Neustadt und Wien wurde am 11. August 1899 mit einem gezeichneten Kapital von 200.000 Gulden als Tochtergesellschaft der deutschen Daimler-Motoren-Gesellschaft gegründet. Zusätzlich waren beteiligt: Eduard Bierenz, ein Freund Gottlieb Daimlers, sowie Eduard Fischer, Besitzer einer Eisengießerei. Eduard Fischer war somit Mitbegründer der Daimler-Motoren-Gesellschaft, der er bis zum 1. Juni 1920 angehörte. Danach übernahm er den Posten des Direktors in der „Messing- und Metallwarenfabrik Nadelburg“ bei Lichtenwörth, wo er für Daimler unter anderem auch Kühler produzieren ließ.
Zwischen dem Stammwerk in Cannstatt und dem neuen Werk in Wiener Neustadt wurden Facharbeiter ausgetauscht. Für diese Zeit wird die Zahl der am österreichischen Standort Beschäftigten mit 70 bis 80 angegeben.
Im Jahr 1900 wurde in Wiener Neustadt das erste Automobil hergestellt, ein Viersitzer mit Zweizylindermotor. Die Produktion umfasste darüber hinaus auch Lastwagen, Omnibusse, Schiffsmotoren und Schienenfahrzeuge.
Gottlieb Daimlers Sohn Paul trat 1902 als persönlich haftender Gesellschafter in das Unternehmen ein und übernahm auch dessen technische Leitung; Eduard Bierenz schied als Teilhaber des Unternehmens aus, das nach Umbenennung als Oesterreichische Daimler-Motoren-Commanditgesellschaft firmierte.
Ab 1903 wurde der weltweit erste Panzerwagen entwickelt, der 1906 von Heinrich Graf Schönfeldt Kaiser Franz Joseph I. vorgestellt, welcher das Potential nicht erkannte und aufgrund dessen, dass ein Pferd erschreckt wurde, das Projekt verhinderte.
Erstmals 1905 entstand in der Fabrik ein Wagen mit Allradantrieb. Paul Daimler verließ Wiener Neustadt, um im neuen Daimler-Werk Stuttgart-Untertürkheim den Posten von Wilhelm Maybach zu übernehmen. Durch Vermittlung von Generalkonsul Emil Jellinek wurde im darauffolgenden Jahr Ferdinand Porsche Nachfolger Paul Daimlers. Ebenfalls im Jahr 1906 wurde der Name in Oesterreichische Daimler-Motoren-Gesellschaft geändert; etwa 430 Beschäftigte arbeiteten im Werk.
1907 wurden bereits 700 Arbeiter und 80 Angestellte gezählt, die neben Flugmotoren auch einen Rennwagen bauten.
Das Jahr 1909 markiert die Trennung zwischen den deutschen und österreichischen Daimler-Werken. 1910 wurde unter Mitwirkung des Wiener Bankvereines eine AG zur Übernahme und Fortführung der Oesterreichische Daimler-Motoren-Gesellschaft m.b.H. mit dem Namen Oesterreichische Daimler-Motoren-Aktiengesellschaft gegründet. Bei der Prinz-Heinrich-Fahrt konnten die ersten drei Plätze mit einem speziell konstruierten Rennwagen erzielt werden. Der Mitkonstrukteur Ferdinand Porsche fuhr selbst einen der Wagen und wurde Rennsieger. Er und seine beiden Rennkollegen, Graf Schönfeldt und Eduard Fischer, genannt das „Eiserne Team“, teilten sich bei verschiedensten Rennveranstaltungen immer wieder die vordersten Plätze.
Kaiser Franz Joseph I. erlaubte 1911 dem Unternehmen, den kaiserlichen Doppeladler im Firmenwappen zu verwenden, welcher den Austro-Daimler-Wagen große Bekanntheit verschaffte.
Die deutsche Konzernmutter Daimler verkaufte 1912 die noch in ihrem Besitz befindlichen Aktien der Oesterreichischen Daimler-Motoren A.G. Dies bedeutete die endgültige Aufspaltung beider Unternehmen, die von da an in Konkurrenz zueinander standen.
Ab 1913 erfolgte die Reorganisation des Unternehmens in Interessensgemeinschaft mit den Škoda-Werken (Pilsen). 1914 wurden ca. 900 Beschäftigte gezählt; die Produktion wurde mit Beginn des Ersten Weltkrieges auf die Belange des Militärs umgestellt. Eines der Erzeugnisse des Militärs war der von Ferdinand Porsche konstruierte Landwehr-Train.
1917 wurde auf Betreiben des Unternehmens der Bau des 700 Meter langen Wiener Neustädter Schleppbahnhofs () an der nächst dem Werk nördlich vorbeiführenden Pottendorfer Linie in Angriff genommen. Mit eingeschlossen im Projekt war eine auf die Betriebsliegenschaft führende normalspurige, mit Lokomotiven zu betreibende Schleppgleisanlage (siehe zur Lage: Raxwerke).
Zum Kriegsende 1918 hatte Austro Daimler mit einer starken Verschuldung zu kämpfen, was auf Inflation und hohe Preise für Rohstoffe zurückzuführen war. Zur finanziellen Konsolidierung mussten die Škoda-Anteile daher wieder abgegeben werden. Die Erfüllung des Friedensvertrags von Saint-Germain verlangte 1919 die Vernichtung aller noch vorhandenen Flugmotoren. Man begann nun wieder mit der Produktion ziviler Kraftwagen.
Schon während des Ersten Weltkrieges tauchte die Idee einer Vereinigung mit den ebenfalls dem Castiglioni-Konzern angehörenden Fiatwerken, Wien, und den Puchwerken, Graz (siehe auch Johann Puch), auf. 1920 wurde der Verwaltungsrat ermächtigt, die Fusion oder die Interessengemeinschaft mit den genannten zwei österreichischen Automobilgesellschaften durchzuführen. Die Verwaltung entschloss sich aus steuerpolitischen Gründen für die Herstellung einer Interessengemeinschaft. Diese war nicht nur finanzieller, sondern auch kommerzieller und technischer Natur. Die Einkaufs- und Verkaufsorganisationen und die Konstruktionsbureaus der drei Gesellschaften sollten zusammengelegt und bei den Daimler Werken vereinigt werden. Die Fabrikation wurde in Folge durch Spezialisierung rationeller gestaltet und die Daimler Werke fabrizierten einen großen, modernen halbrahmenlosen Personenwagen mit Sechszylindermotor und 11/70 PS. Bei den Fiatwerken wurde außer der Erzeugung ihrer Personenwagen-Typen die Erzeugung von Lastfahrzeugen und bei den Puchwerken die Herstellung von Motor- und Fahrrädern konzentriert.
Ab März 1922 befand sich die Aktienmehrheit des Unternehmens im Besitz der Anglo-Austrian Bank. Im Jahr 1923 verließ Ferdinand Porsche nach 17 Jahren Tätigkeit bei Austro-Daimler das Unternehmen und wurde bei der Daimler-Motoren-Gesellschaft in Stuttgart Vorstandsmitglied und Leiter des Konstruktionsbüros.
Etwa um 1927 wurde die markante Kühlerfigur  eingeführt: Die von einem Ring umschlossene Armbrust mit Pfeil. 1927 erfolgte die Auflösung der Interessengemeinschaft mit den Fiatwerken durch Abstoßung des Besitzes an Fiat-Aktien. 1928 erfolgte über Aktientausch die Fusion mit der Puchwerke AG und mit der Österreichischen Flugzeugfabrik AG zur Austro-Daimler-Puchwerke AG.
Ende 1929 wurde mit der Steyr-Werke AG eine Arbeitsgemeinschaft geschlossen, welche eine Zusammenlegung der administrativen Geschäftsführung des Materialeinkaufes und des Verkaufes bezweckte. Die Niederlassungen der Steyr-Werke AG in Deutschland, Ungarn und der Schweiz hatten den Vertrieb der Erzeugnisse der Austro Daimler-Puchwerke übernommen. In Berlin war dies die „Austro Daimler-Steyr-Vertriebsges. m.b.H.“, in Budapest die „Austro Daimler-Puch-Steyrwerke Ungarische Handels A.-G.“, in Zürich die „Vertriebs-Aktiengesellschaft der Austro-Daimler-Puchwerke A.-G. und Steyr-Werke A.-G.“.
1933 wurde das Austro-Daimler-Werk in Wiener Neustadt teilweise stillgelegt, am 30. Juni 1934 die Pkw-Fertigung endgültig eingestellt und die Maschinen nach Steyr und Graz abgegeben. Am 12. Oktober 1934 erfolgte der Zusammenschluss mit der Steyr AG zur Steyr-Daimler-Puch A.G. Der Bau von Pkw der Marke Austro-Daimler wurde völlig eingestellt und die Produktion auf Militär- und Schienenfahrzeuge beschränkt. Zur Fortsetzung der Unternehmensgeschichte siehe Artikel Steyr Daimler Puch, der auch die ehemalige Steyr AG behandelt.

## Kraftfahrzeuge

### Pkw-Modelle 1920–1934
| Typ                           | Bauzeitraum | Zylinder | Hubraum  | Leistung        | Vmax     |
| ----------------------------- | ----------- | -------- | -------- | --------------- | -------- |
| Luxuswagen AD 25 PS           | 1909–1922   | 4 Reihe  | 2250 cm³ | 25 PS (18,4 kW) | 75 km/h  |
| Luxuswagen AD 35 PS           | 1912–1922   | 4 Reihe  | 3560 cm³ | 35 PS (25,7 kW) | 90 km/h  |
| AD 6-17 (AD 17/60 PS)         | 1921–1924   | 6 Reihe  | 4424 cm³ | 60 PS (44 kW)   | 100 km/h |
| Austro Daimler ADS R „Sascha“ | 1922        | 4 Reihe  | 1089 cm³ | 45 PS (33 kW)   | 144 km/h |
| ADM II (10/40 PS)             | 1923–1924   | 6 Reihe  | 2540 cm³ | 40 PS (29 kW)   | 100 km/h |
| ADM II (10/45 PS)             | 1924–1927   | 6 Reihe  | 2613 cm³ | 45 PS (33 kW)   | 100 km/h |
| ADV (17/60 PS)                | 1924–1927   | 6 Reihe  | 4424 cm³ | 60 PS (44 kW)   | 100 km/h |
| ADM – 3 Liter (12/100 PS)     | 1926–1928   | 6 Reihe  | 2994 cm³ | 100 PS (74 kW)  | 130 km/h |
| ADR (12/70 PS)                | 1927–1931   | 6 Reihe  | 2994 cm³ | 70 PS (51 kW)   | 105 km/h |
| ADR Sport (12/100 PS)         | 1929–1931   | 6 Reihe  | 2994 cm³ | 100 PS (74 kW)  | 130 km/h |
| ADR 8 (18/100 PS)             | 1930–1934   | 8 Reihe  | 4624 cm³ | 100 PS (74 kW)  | 125 km/h |
| Bergmeister (14/120 PS)       | 1931–1934   | 6 Reihe  | 3614 cm³ | 120 PS (88 kW)  | 145 km/h |

### LKW-Modelle 1920–1934
| Typ               | Bauzeitraum | Zylinder | Hubraum  | Leistung | Vmax |
| ----------------- | ----------- | -------- | -------- | -------- | ---- |
| ADG 2,5 t bis 3 t | um 1933     | 6 Reihe  | 3915 cm³ | PS ( kW) | km/h |

Quelle:

### Feuerwehrfahrzeuge
1912 entwickelte Ferdinand Porsche für die firmeneigene Betriebsfeuerwehr ein, als Motorspritze bezeichnetes Fahrzeug. Erstmals wurden Personentransport, Pumpe und Schlauch in einem Fahrzeug vereint. Das Fahrzeug war nach 20 Jahren im Werk weitere 36 Jahre in einer Gemeinde im Burgenland im Einsatz.
- Baujahr: 1912
- Motor: Vierzylinderreihenmotor
- Hubraum: 2010 cm3
- Leistung: 20 PS (15 kW)
- Höchstgeschwindigkeit 55 km/h

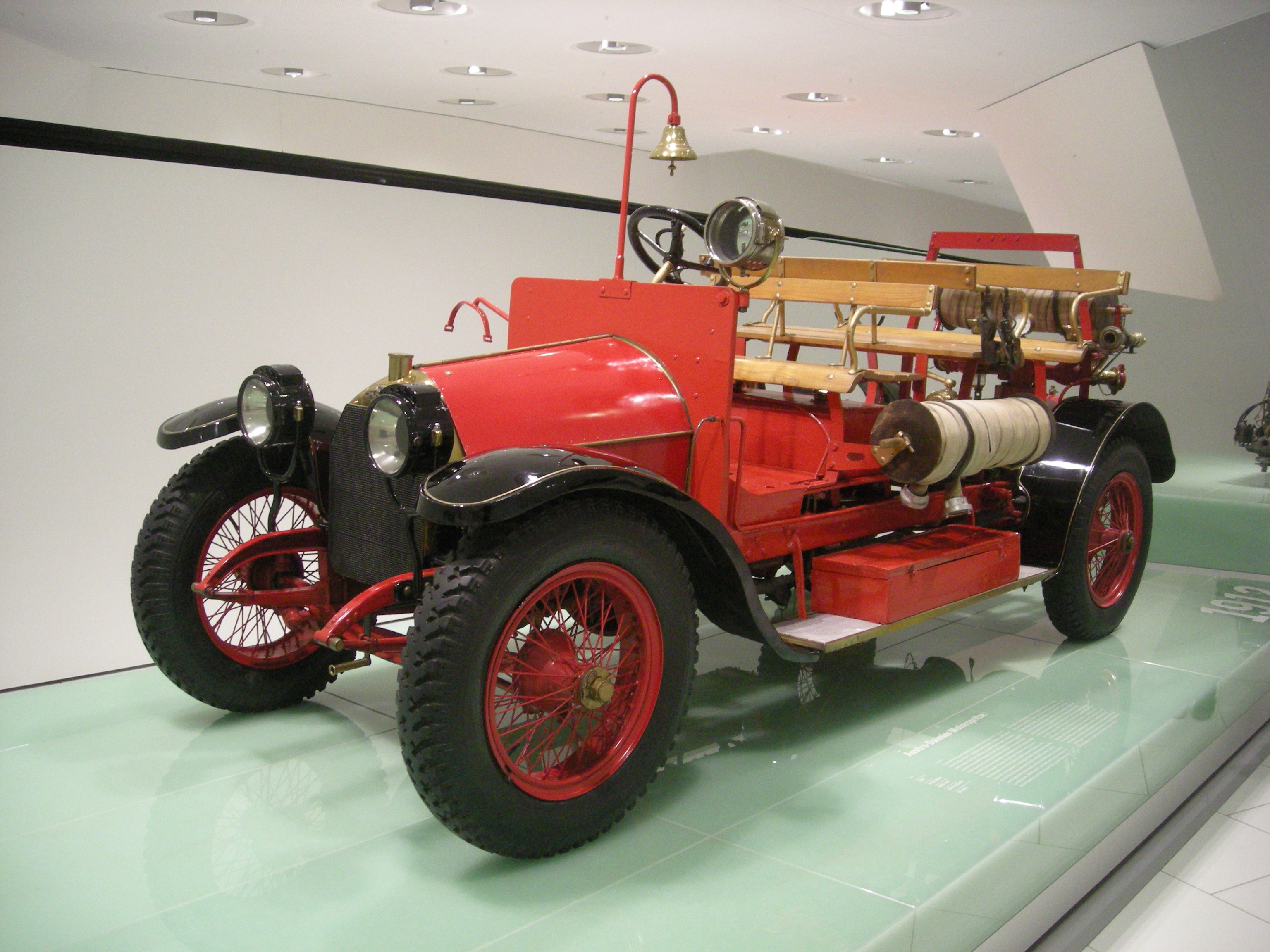
Motorspritze aus dem Jahr 1912 im Porsche-Museum in Stuttgart
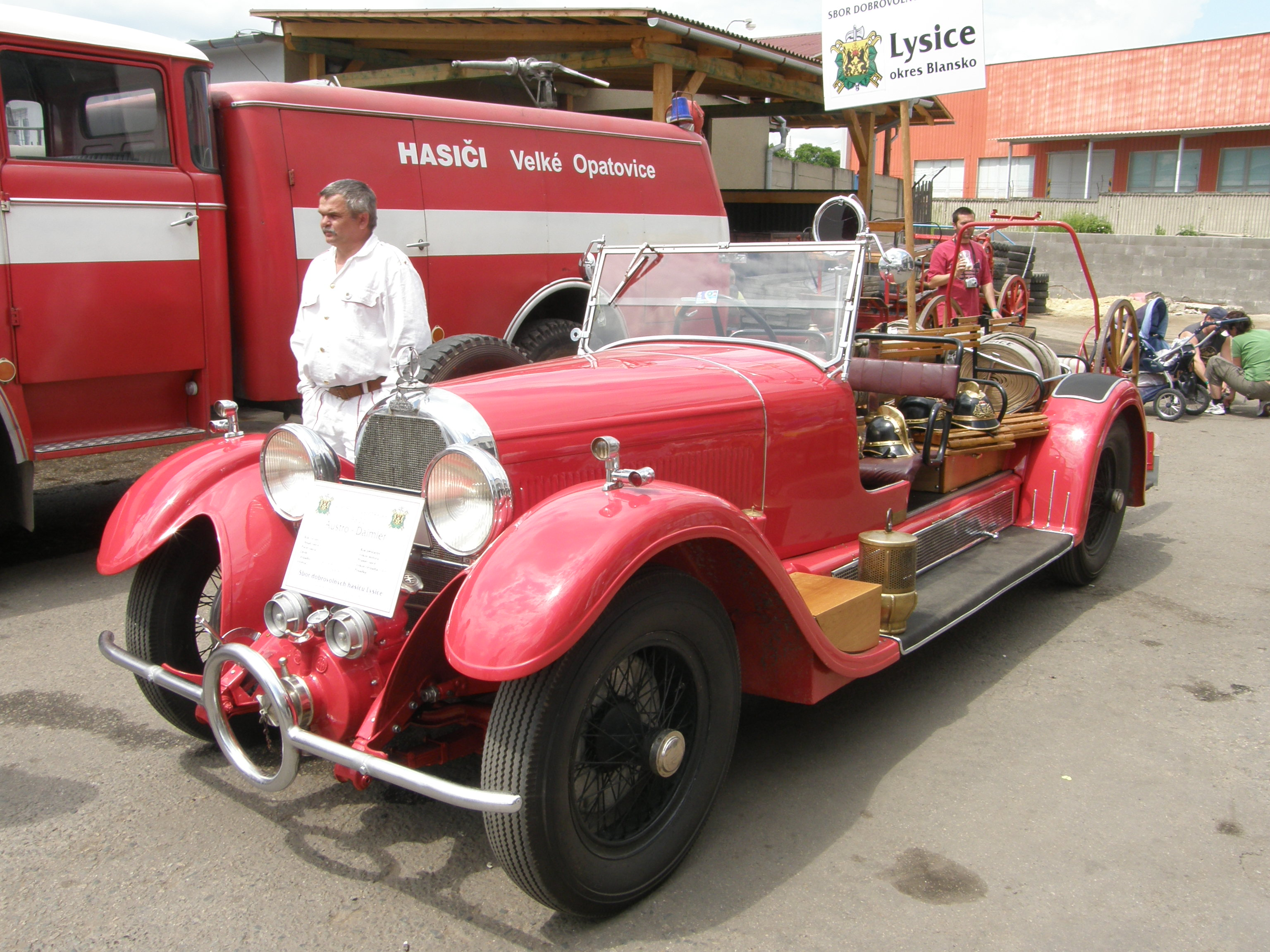
Austro-Daimler AS 20, Baujahr 1927 wurde 1937 vom PKW zur Motorspritze umgebaut

### Militärfahrzeuge
Die Fertigung von Militärfahrzeugen wurde zeitweise von Austro-Daimler betrieben. Bekannt ist der Austro-Daimler Panzerwagen von 1903, Artilleriezugmaschinen, der zweiwegefähige Landwehr-Train und ab 1939 das Modell Austro-Daimler ADMK Motorkarette (Varianten MK 8 und MK 4) mit einer Fahrwerkskombinations als Räder-Raupenfahrzeug. Zur weiteren Nomenklatur der Fahrzeuge von Austro-Daimler sind bekannt: ADG (Austro-Daimler-Puch Geländewagen), ADGZ (Austro-Daimler-Steyr Geländewagen) ADMK (Austro-Daimler Motorkarette), ADTK (Austro-Daimler Troßkarette), ADGP (Austro-Daimler geländegängiger Panzerwagen), ADSK (Austro-Daimler Späh-Karette), ADFK (Austro-Daimler Feuerwehr-Karette), ADZK (Austro-Daimler Zug-Karette).

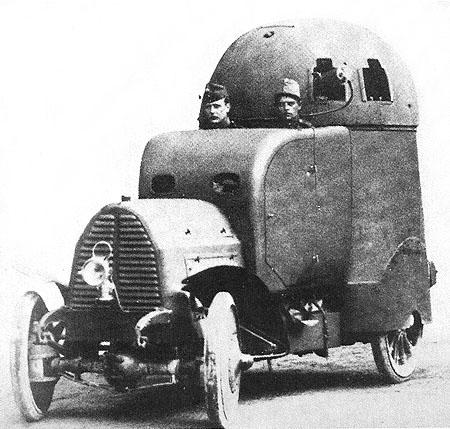
Austro-Daimler Panzerwagen 1903
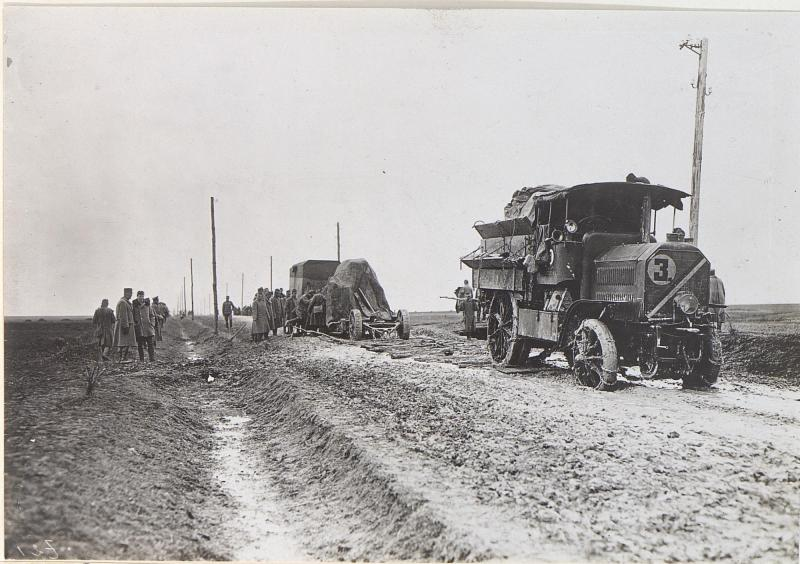
Artilleriezugmaschine Austro-Daimler M 12
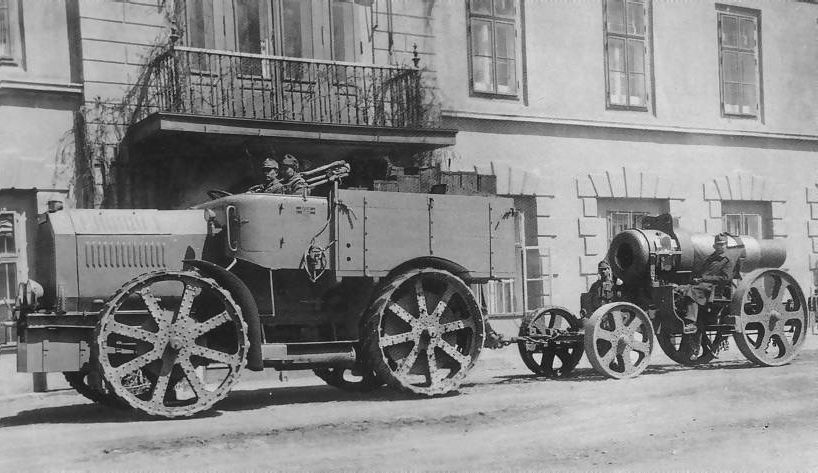
Artilleriezugmaschine Austro-Daimler M 17
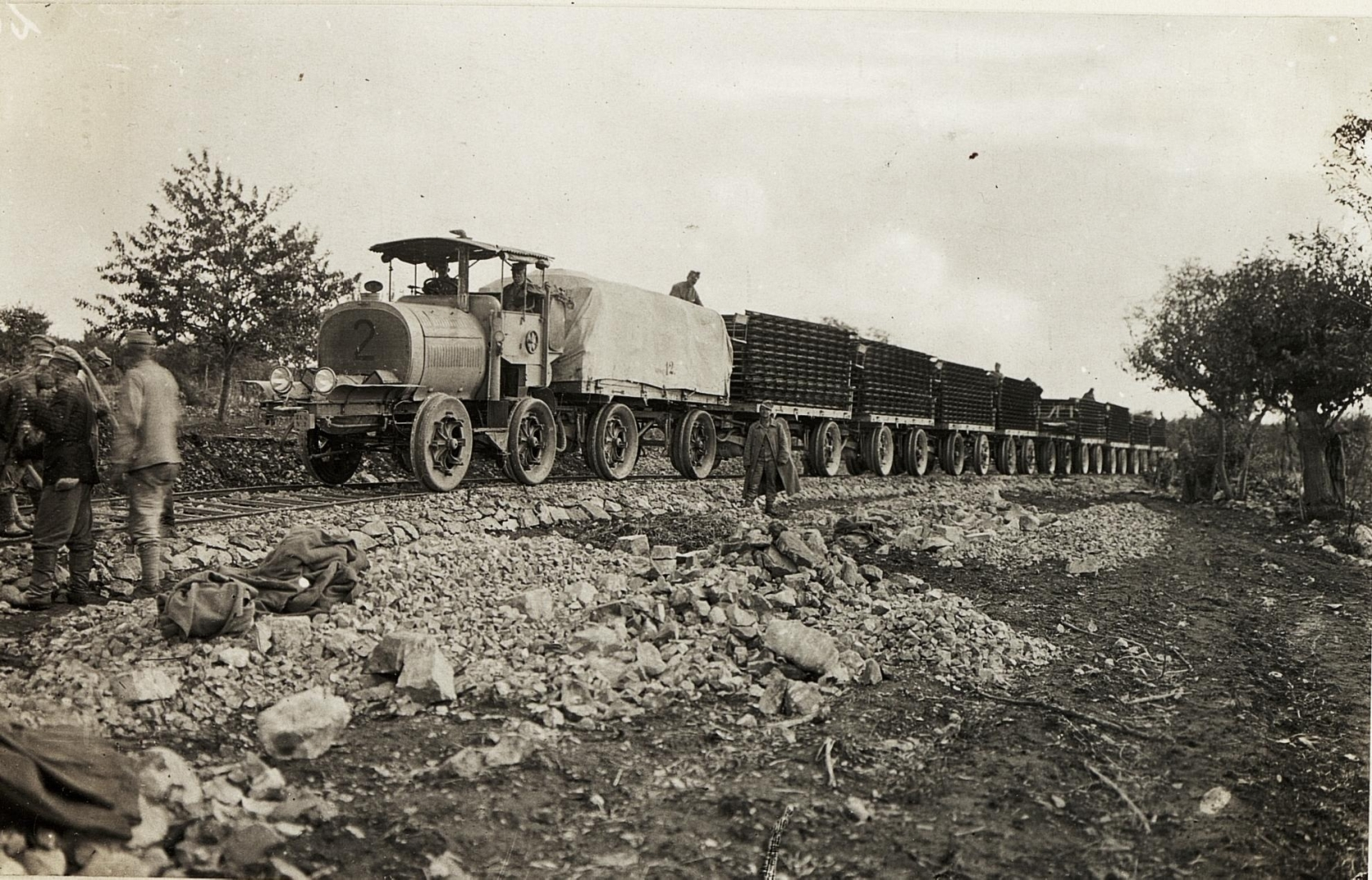
Landwehr-Train (1915)
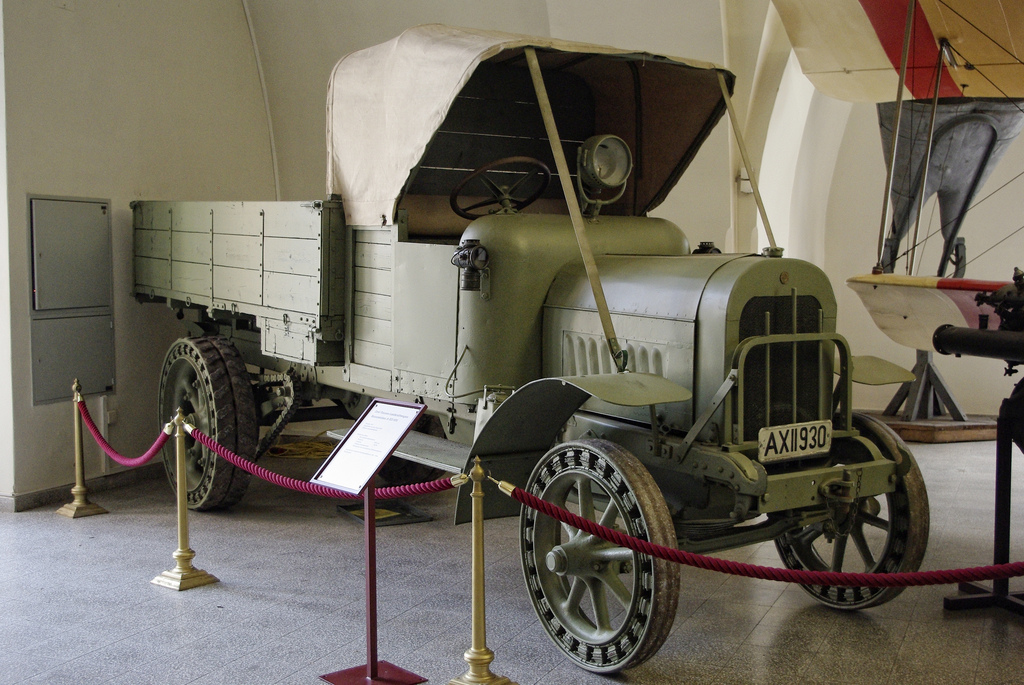
Austro-Daimler Militärlastkraftwagen (Regel-3-Tonner)
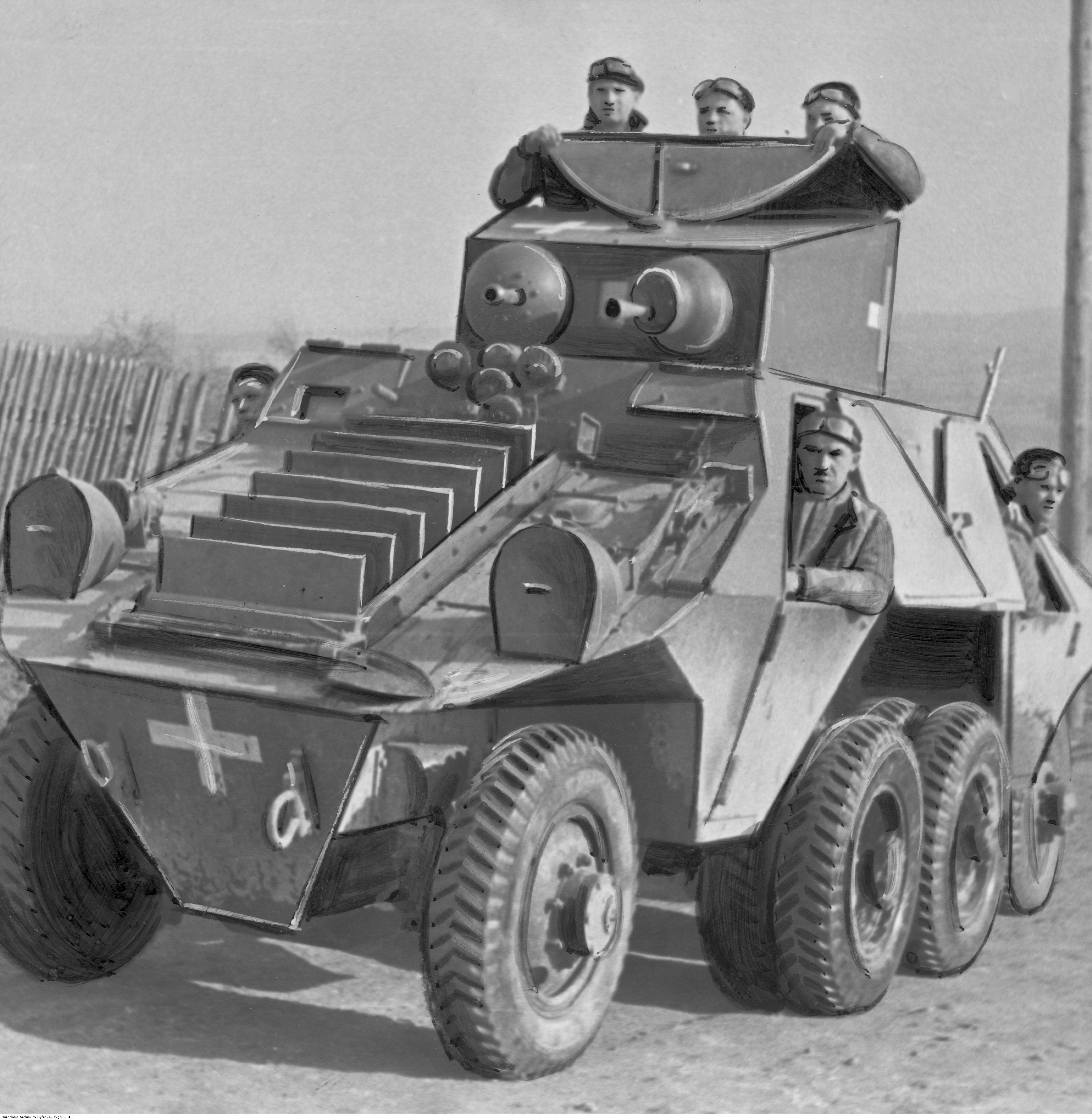
ADGZ (Austro-Daimler-Steyr Geländewagen)

## Schienenfahrzeuge
Erste Erfahrungen im Schienenfahrzeugbau sammelte Austro-Daimler während des Ersten Weltkrieges durch die Produktion von Motor-Feldbahnen, dem Austro-Daimler Generatorzug, benzin-mechanisch angetriebenen Draisinen und dem Landwehr-Train.

### Feldbahnen
Für die k.u.k Armee entwickelte das Unternehmen unter der Führung von Porsche im Jahr 1915 einen einfachen, zweiachsigen Motor-Feldbahnwagen mit einem 3,5 PS starken Zweizylinder-Benzinmotor und einem zweigängigen Getriebe. Über Ketten wurden beide Achsen angetrieben. Bereits im Dezember 1918 wurde eine „Friedensausführung“ mit einem 6 PS starken Motor herausgebracht.

Dieser einfache Motorwagen war konstruktiver Ausgangspunkt für eine ganze Reihe von Feldbahnfahrzeugen und Draisinen, die bis zur Fusion mit den Steyr-Werken erzeugt wurden.

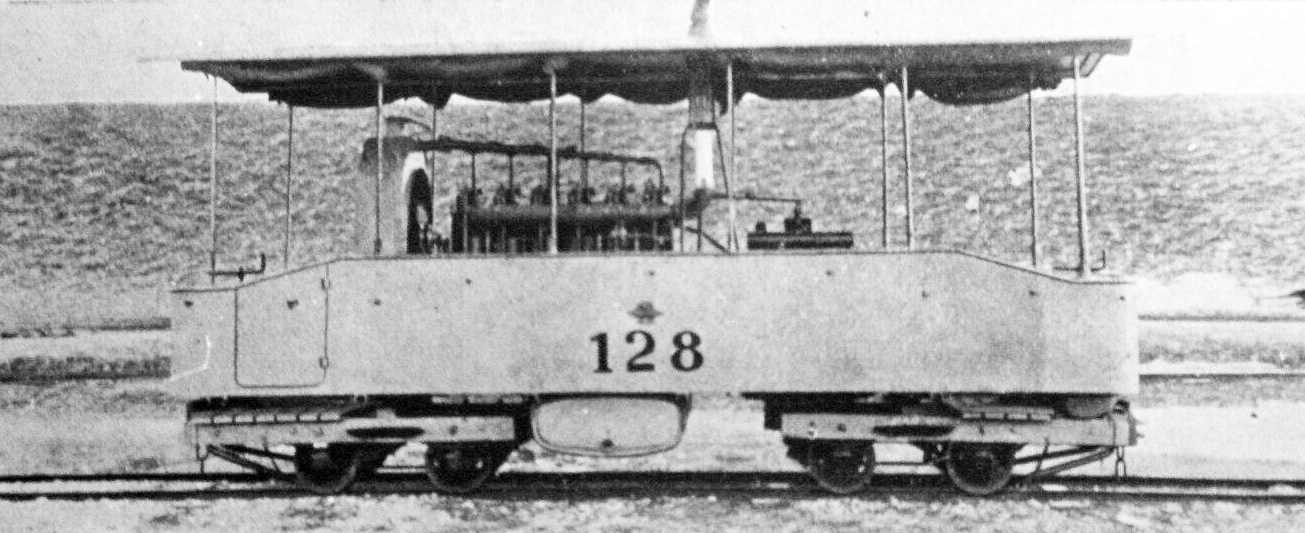
Generatorwagen des Austro-Daimler Generatorzuges (1916)
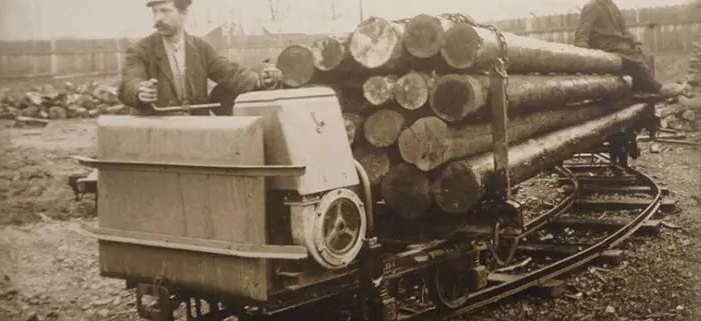
Feldbahn-Motorwagen mit 6-PS-Motor (ab 1918)
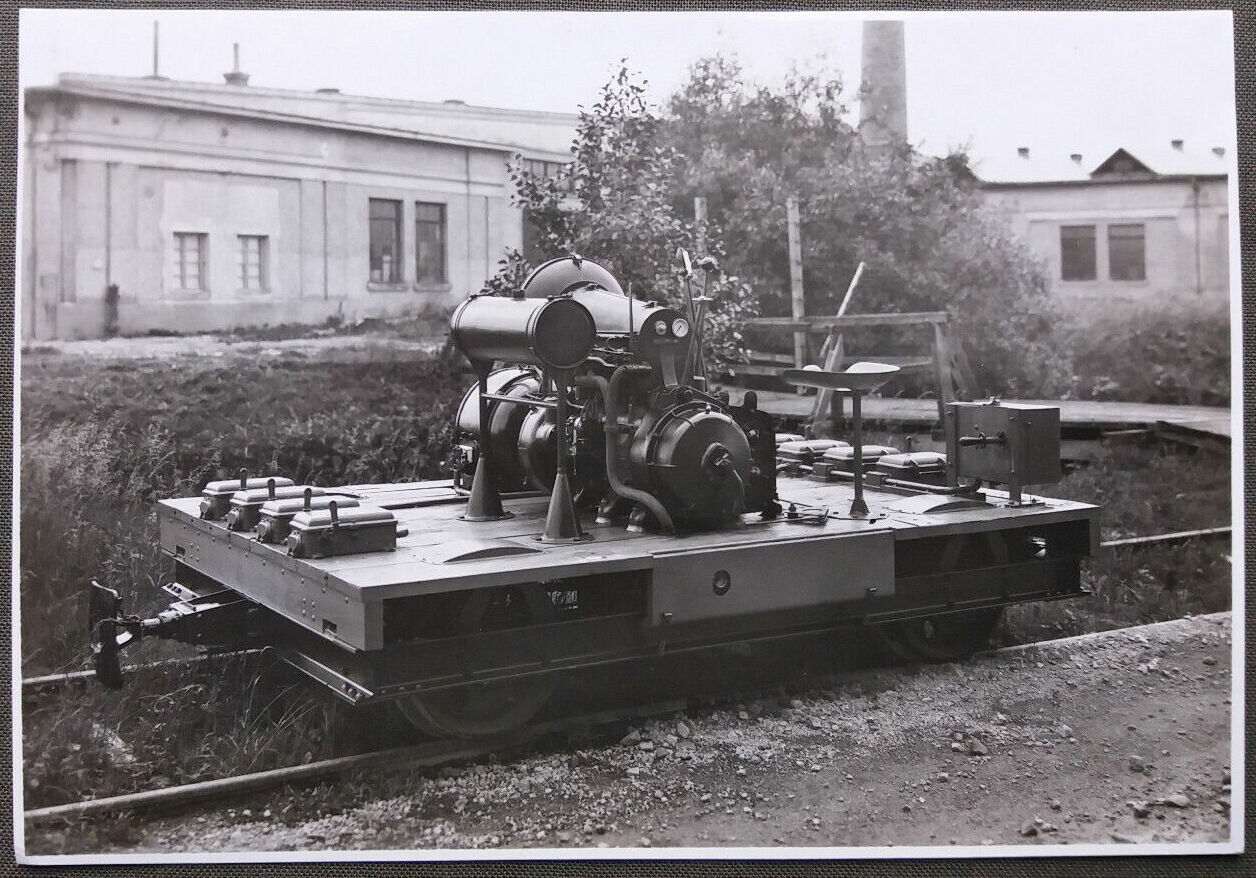
Bahnmeisterdraisine BM 12 (vor 1930)

### Austro-Daimler Leichttriebwagen
Um 1930 konzentrierte sich das Unternehmen unter der Führung von Chefkonstrukteur Ing. Oskar Hacker auf das als besonders zukunftsträchtig angesehene Marktsegment Schienenbus und lieferte Triebwagen, Beiwagen sowie auch einige Draisinen an die Salzkammergut-Lokalbahn, die Steiermärkischen Landesbahnen und die Österreichischen Bundesbahnen BBÖ. Ausgelöst wurde diese Entwicklung durch die 1930 erfolgte Schließung der traditionsreichen Lokomotivfabrik Wiener Neustadt.

#### Konstruktion

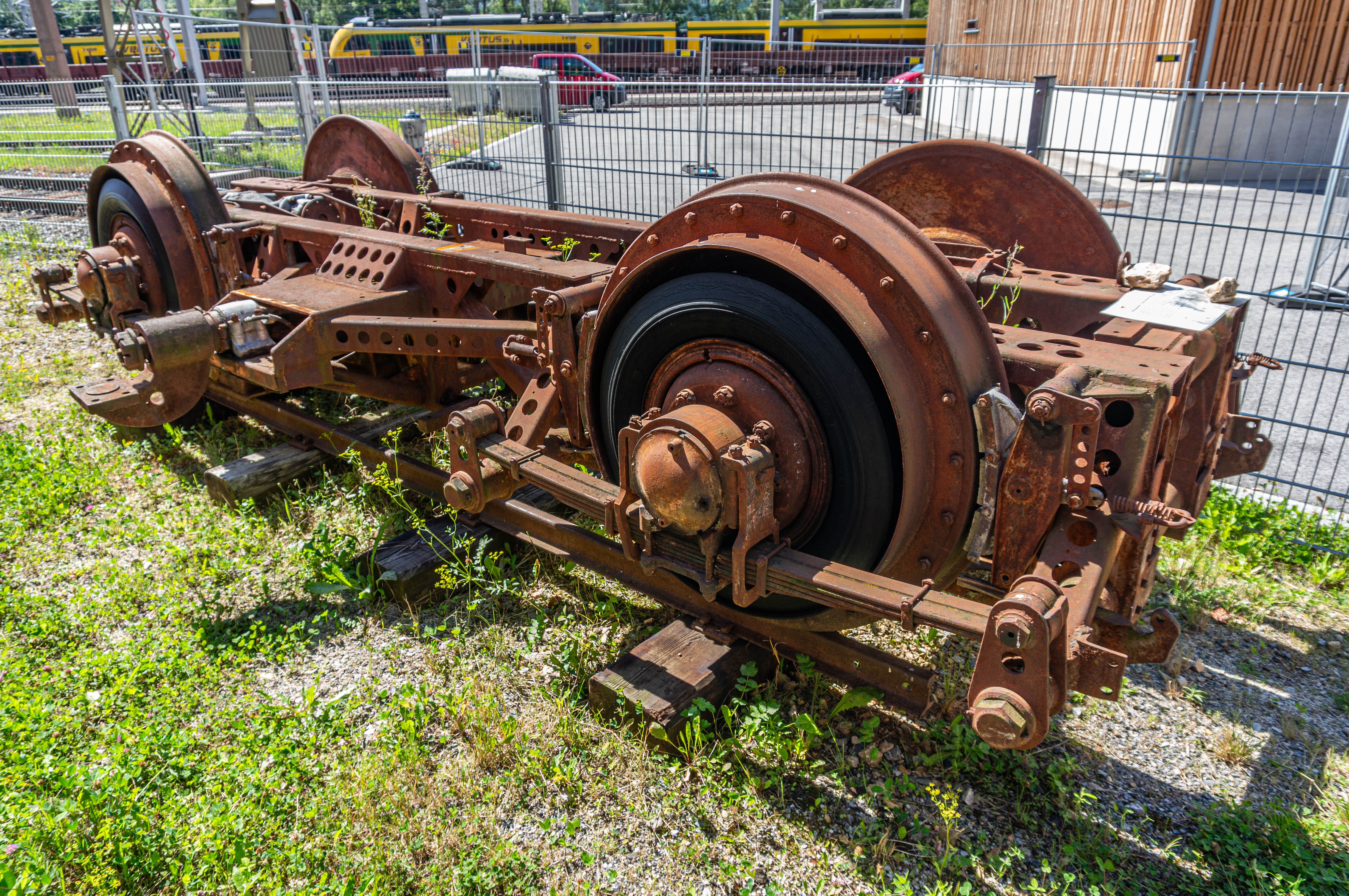
Drehgestell des SRJ 103 der Roslagsbanan (Lizenzbau NOHAB) mit Semperit-Luftreifen

Die Konstruktionsabteilung um Chefkonstrukteur Hacker versuchte, Erkenntnisse aus dem Automobilbau für den Bau von modernen Schnelltriebwagen zu nutzen. Diese Fahrzeuge waren durch folgende – damals völlig neuartige – Konstruktionsmerkmale zu charakterisieren:
- Anwendung des im Kraftfahrzeugbau entwickelten Leichtbaues, um trotz kleiner Motorleistungen hohe Geschwindigkeiten erreichen zu können;
- Verwendung einer weichen, pneumatischen Federung, die den leichten Aufbau möglichst optimal vor den Schienenstößen schützen sollte;
- Verwendung von Flüssigkeitsgetrieben zur ununterbrochenen Übertragung der Kraft vom Motor auf die Triebräder (serienmäßig ab dem VT 62).

Der aus Aluminiumprofilen gebaute Wagenkasten stützte sich bei diesen Fahrzeugen vom Gitterrahmen mittels Blattfedern auf die Achsen ab, diese trugen normale Autoreifen. Jeder Luftreifen, auch „Tragrad“ genannt, lief in einer stählernen Trommel, deren Innendurchmesser nur geringfügig größer als der Außendurchmesser der Luftreifen war. Außen wurde die stählerne Trommel als Eisenbahnrad mit Spurkranz ausgebildet (=Führungsrad). Diese Führungsräder saßen auf je einem die Achse der Tragräder umgebenden und als Hohlachse ausgebildeten Achsstummel, der zur Aufnahme der Relativbewegungen Führungsrad – Tragrad entsprechendes Spiel hatte. Zur Begrenzung der Relativbewegungen der beiden Räder dienten Gummipuffer, die bei Ausfall der Luftreifen auch die Notführung besorgten. Diese weltweit durch Patente geschützte Fahrwerkskonstruktion wurde in Zusammenarbeit mit Semperit geschaffen.

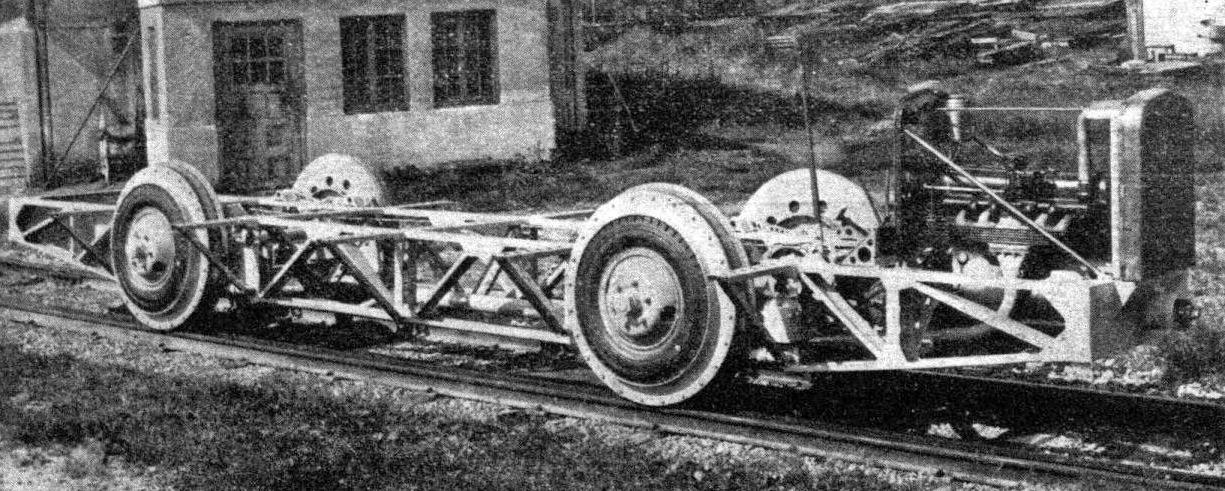
Fahrwerk des VT 61 mit Luftreifen und Gitterrahmen

Die Laufwerkskonstruktion konnte sich aber nicht durchsetzen, die Dämpfung der von den Schienen ausgehenden Stöße war zu gering. Dies beeinträchtigte nicht nur den Fahrkomfort, häufige Störungen und kurze Lebenserwartung der Fahrzeuge waren die Folgen. Ebenso erwiesen sich die verwendeten 80-PS-Benzinmotore auf Dauer als zu schwach für den Eisenbahnbetrieb.
Letztlich blieb von den bei den Austro-Daimler-Triebwagen eingeführten Neuerungen aber nur eine übrig, die auch bei späteren Vollbahn-Triebwagen zur Anwendung kam: die hydraulische Kraftübertragung. Diese hatte Austro-Daimler gemeinsam mit Voith St. Pölten entwickelt und bestand aus einem Turbogetriebe mit Trilok-Wandler.

### BBÖ VT 61
→ siehe: BBÖ VT 61
Am 8. Juli 1932 wurde mit dem späteren VT 61.01 der BBÖ der erste Austro-Daimler-Triebwagen mit einer Rekordfahrt auf den Semmering der Öffentlichkeit vorgestellt. Die Fahrzeit des von seinem Konstrukteur geführten Leichttriebwagens betrug lediglich sensationelle 83 Minuten, die Höchstgeschwindigkeit 110 km/h. Das Fahrzeug wog leer nur 6,3 t und wurde von einem Austro-Daimler-Sechszylindermotor Type AD 640 angetrieben, der bei 3000/min 80 PS (59 kW) leistete und wie beim Autobus üblich an der vorderen Stirnwand neben dem Fahrersitz angeordnet war. Der VT 61 konnte anfänglich nur in eine Richtung verkehren und musste daher bei seinen ersten Einsätzen auf den Drehscheiben der Zugförderungen gedreht werden. Der VT 61 erhielt daher wie die VT 60 und 160 eine Umkehreinrichtung. Der Motor trieb über ein herkömmliches, mechanisches Vierganggetriebe mit Schalthebel und Pedalerie die vordere Achse an. Die zugelassene Höchstgeschwindigkeit des Fahrzeuges betrug 100 km/h. Der VT 61 verfügte über 24 Sitzplätze, die Mitnahme eines Beiwagens war nicht möglich. Ab 5. August 1932 fuhr er im planmäßigen Betrieb auf der Südbahn zwischen Wien und dem Semmering. Er bewährte sich allerdings nur kurze Zeit.
Aufgrund seiner für damalige Zeiten sensationellen Geschwindigkeit von über 100 km/h bekam der Triebwagen vom Volksmund den Spitznamen „Nurmi“ nach dem damals beliebten finnischen Langstreckenläufer Paavo Nurmi.

### T 640 H 2 K und T 640 M 2 K

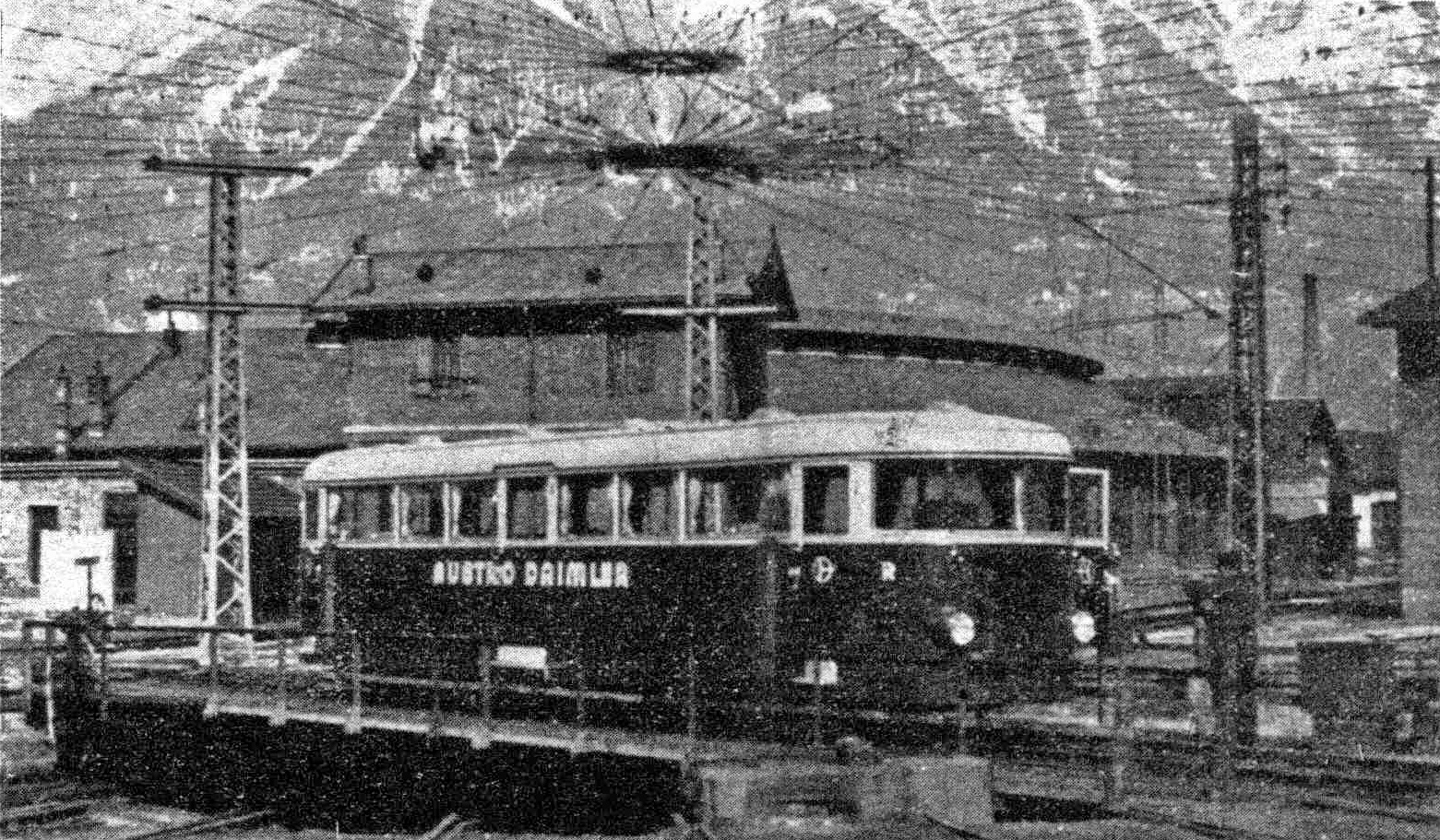
T 2x640 H 2 in Innsbruck (1933)

Da sich der VT 61 von Anfang an als zu klein (aber auch zu schwach) erwiesen hatte, baute Austro-Daimler 1932 noch zwei weitere Triebwagen. Diese trugen die Firmenbezeichnung T 640 H 2 K (H für hydraulische Kraftübertragung) bzw. T 640 M 2 K (M für mechanische Kraftübertragung) und waren nach den gleichen Konstruktionsgrundsätzen gebaut wie der VT 61. Das Aussehen war jedoch bereits deutlich stromlinienförmiger und ähnelte bereits den späteren VT 62. So wie sein Vorläufer hatten auch die beiden Probetriebwagen nur einen 80-PS-Motor der Type AD 640, jedoch bereits an jeder Stirnseite einen Führerstand, sodass ein Umkehren des Fahrzeuges bei Richtungswechsel nicht mehr nötig war. Der Innenraum bot 32 Sitzplätze und ein WC. Die bemerkenswerteste Neuerung betraf die Kraftübertragung, die beim Prototyp T 640 H 2 K erstmals über ein Turbogetriebe erfolgte. Dieses bestand aus einem Trilok-Wandler, der den unteren Geschwindigkeitsbereich vom Anfahren bis etwa 60 km/h abdeckte, und einer hydraulischen Kupplung, auf die dann die Umschaltung erfolgte.
Der Prototyp H 2 K wird als VT 101 ab 1933 bei der Eisenbahn Wien-Aspang und bei den BBÖ erprobt, der Prototyp M 2 K wird im selben Jahr an De Dietrich nach Frankreich verkauft.

### T 2x640 H 2
Dieser Prototyp glich bereits weitestgehend den folgenden VT 62 und besaß bereits zwei Antriebsanlagen. Mit diesem Fahrzeug absolvierte Austro-Daimler ab Mai 1933 eine fünfmonatige Vorführfahrt durch Europa und den USA. Mit Howe & Sons aus New York konnte eine Lizenzvereinbarung getroffen werden. Der T 2x640 H 2 verblieb in den USA.

### BBÖ VT 62
→ siehe: BBÖ VT 62
Im Jahre 1933 lieferten die Austro-Daimler-Werke sechs gemeinsam mit Steyr-Puch entwickelte Benzintriebwagen der Reihe VT 62 an die BBÖ. Diese waren größer als die Vorgängertypen und glichen bereits weitestgehend dem Prototyp T 2x640 H 2, die Sitzplatzanzahl konnte auf 45 Plätze (davon 9 Klappsitze) gesteigert werden. Außerdem verfügten die VT 62 über ein WC sowie eine Gepäckkammer. Zu den VT 62.01 bis 06 beschafften die BBÖ auch sechs zweiachsige, als Cvt 150-155 bezeichnete Beiwagen, deren Wagenkasten vollständig dem der Triebwagen glich.
Die VT 62 erhielten bereits je zwei Motoren der Bauart AD 640, und zwar an jeder Stirnseite einen. Die Kraftübertragung erfolgte wie beim Probetriebwagen T 2x640 H 2 über Flüssigkeitsgetriebe.

### StLB VT 1 und VT 2
Ebenfalls 1933 lieferte Austro-Daimler zwei zweiachsige Triebwagen mit der Firmenbezeichnung T 2x640 H 2 St an die Steiermärkischen Landesbahnen für den Betrieb auf der Lokalbahn Gleisdorf-Weiz. Technisch entsprachen sie dem VT, besaßen jedoch ein kantigeres Äußeres mit einer für Autobusse üblichen Dachgalerie. Die Höchstgeschwindigkeit wurde mit 90 km/h angegeben. Während VT 1 bereits 1944 Kriegsschäden erlitt und im Folgejahr ausgemustert wurde, hielt sich VT 2 noch bis zu seiner Abstellung aufgrund Ersatzteilmangels im Jahr 1954. Noch um 1950 wurden mit diesem Fahrzeug auch direkte Triebwagenzüge Weiz–Gleisdorf–Graz über die Steirische Ostbahn gefahren. Der StLB VT 2 dürfte der letzte in Betrieb gewesene Austro-Daimler-Triebwagen sein.

### SKGLB TBCa
So wie die anderen Fahrzeuge konstruierte und baute Austro-Daimler drei vierachsige Triebwagen mit der Firmenbezeichnung T 2x640 H 2 S für die schmalspurige Salzkammergut-Lokalbahn (SKGLB), wo sie rechtzeitig zum 40-Jahr-Jubiläum der Bahn im Juli 1933 in Fahrt kamen. Diese zwischen Salzburg und Bad Ischl eingesetzten Triebwagen mit den Betriebsnummern TBCa 452, 454 und 456 waren 17 Meter lang, boten 70 Passagieren Platz und besaßen zwei Drehgestelle mit 1600 mm bei einem Drehzapfenabstand von 12.000 Millimetern. Wie bei allen anderen Austro-Daimler-Triebwagen erfolgte der Antrieb über zwei AD-640-Benzinmotore und Voith-Flüssigkeitsgetriebe, der Anordnung des Antriebes entsprach den StLB VT/s. Die Fahrzeuge besaßen ebenfalls Öldruck- und Vakuumbremse und waren bereits mit einer Art Totmanneinrichtung ausgerüstet. Am 15. Juli 1933 erfolgte die feierliche Einweihung der Fahrzeuge mit kirchlichem Segen im Bahnhof St. Gilgen. Ursprünglich plante die SKGLB mit diesen Triebwagen den Ersatz der personal- und kostenintensiven Dampfzüge, allerdings bewährten sich die zu schwachen und zu leicht gebauten „Schienenautos“ auf der steigungsreichen Strecke überhaupt nicht und es gab bereits im August 1933 erste Probleme und Reparaturarbeiten. Ebenso geriet ein Triebwagen im September 1933 durch die heiße Auspuffleitung einer der beiden Motore in Brand. Die Triebwagen wurden aufgrund der nicht enden wollenden Probleme spätestens 1935 wieder an die Herstellerfirma zurückgegeben. Mindestens einer der drei Wagen diente in Folge als antriebsloser Anhänger zu den Triebwagen VT/s der Murtalbahn und später als Personenwagen in Dampfzügen auf der Stainzerbahn, wo er schließlich im Dezember 1962 als letzter seiner Gattung verschrottet wurde.

### StLB VT/s

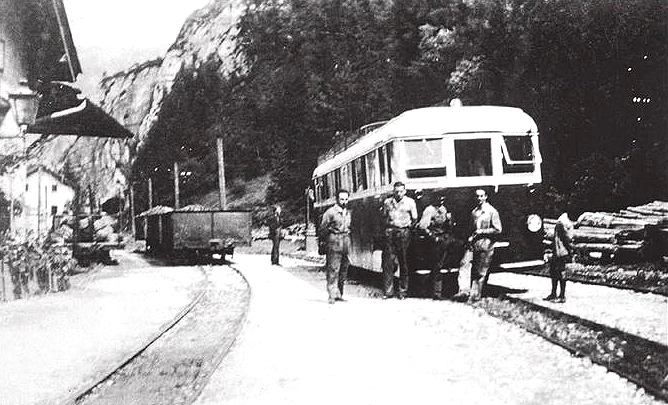
StLB VT/s auf der Thörlerbahn (um 1933)

Ebenfalls 1933 wurden sechs weitere vierachsige Schmalspurtriebwagen der Type T 2x640 H 2 St mit den Betriebsnummern VT/s 01 bis 06 an die Steiermärkischen Landesbahnen für deren Schmalspurnetz in Bosnischer Spurweite ausgeliefert. Drei Triebwagen wurden an die Murtalbahn ausgeliefert, zwei kamen zur Thörlerbahn und einer fuhr auf der Feistritztalbahn. Die Triebwagen besaßen zwei zweiachsige Drehgestelle mit 1.600 mm Achsstand und einen Drehzapfenabstand von 8.000 mm, der Antrieb erfolgte wie üblich über zwei AD-640-Motore und hydraulische Getriebe. Die an den Fahrzeugfronten situierten Antriebsanlagen waren jedoch bei dieser Type quer im Fahrzeugrahmen eingebaut und trieben über ein Winkelgetriebe und Kardanwellen die jeweils innere Achse jedes Drehgestells an. Diese waren gegenüber dem Rahmen mit Blattfedern als Sekundärfederung abgefedert, die Primärfederung übernahmen die Luftreifen. Die Fahrzeuge besaßen eine kombinierte Öldruck- und Vakuumbremse, welche auf je eine Bremstrommel pro Rad wirkte. Der Leichtbau-Wagenkasten erinnerte an einen zeitgenössischen Autobus, das Dach trug analog zu diesen eine Gepäckgalerie mit Aufstiegsleiter. Die Höchstgeschwindigkeit von 45 km/h stellte ein Novum auf österreichischen Schmalspurbahnen dar, dementsprechend (und wegen der komfortablen Ledersitze) waren die Fahrzeuge bei den Fahrgästen sehr beliebt. Dem entgegen standen die dem Leichtbau geschuldete störanfällige Konstruktion und die schwachen Benzinmotore, die die Fahrzeuge rasch zum Sorgenkind der Werkstätten werden ließen. Ebenso sorgte die ungewohnt hohe Geschwindigkeit für einige Unfälle und Entgleisungen auf ungenau verlegtem Oberbau. Spätestens aufgrund der Treibstoffknappheit im Zweiten Weltkrieg wurden alle Triebwagen abgestellt und nach Kriegsende nicht mehr in Betrieb genommen. Einzelne Fahrzeuge dienten, ihres Antriebes beraubt, bis in die frühen 1960er Jahre als Personenwagen in Dampfzügen auf der Stainzerbahn.

### BBÖ VT 63
→ siehe: BBÖ VT 63

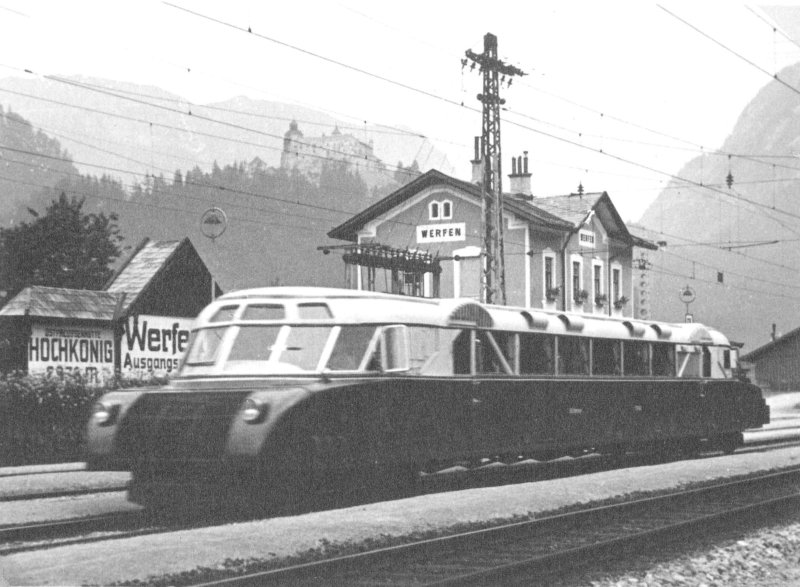
BBÖ VT 63 bei der Durchfahrt von Werfen

Speziell für den Fernverkehr bauten die Austro-Daimler-Werke 1933 und 1934 je zwei vierachsige Benzintriebwagen der Werkstype 4a, die von den BBÖ als Reihe VT 63 bezeichnet wurden. Diese äußerst schnittig wirkenden Triebwagen erreichten eine Höchstgeschwindigkeit von 100 km/h. Sie verfügten über 56 ledergepolsterte Sitzplätze sowie über weitere 18 Klappsitze.
Das Dienstgewicht betrug im unbesetzten Zustand 19,3 t. Es kamen die gleichen Motoren und Getriebe wie bei der Reihe VT 62 zum Einbau. Auf jedem Drehgestell befand sich ein Motor, der über ein Flüssigkeitsgetriebe auf eine Achse wirkte [Achsfolge (1A)´(A1)´]. Die Mitnahme von Anhängern war nicht möglich.
Die VT 63 fuhren in erster Linie im Städteschnellverkehr auf der Südbahn. Auf den Strecken Wien – Salzburg und Wien – Budapest gab es Pressesonderfahrten, denen zwar einige Zeitungsberichte, aber kein Planbetrieb mit diesen Fahrzeugen folgten. Nach anfänglich guten Ergebnissen zeigte sich so wie bei den VT 62 bald, dass die Motoren speziell für Bergfahrten zu schwach waren und daher überlastet wurden, was wiederum zu häufigen Schäden führte. Da sich die Dieselmotoren der zur gleichen Zeit nach den Grundsätzen des Schienenfahrzeugbaus gebauten und dementsprechend schweren und massiven dieselelektrischen Triebwagen Reihe VT 41 bewährten, entschlossen sich die BBÖ zum Einbau von Dieselmotoren in die Triebwagen der Reihe VT 63. Die in die VT 63 eingebauten Dieselmotoren des Vorarlberger Unternehmens Oberhänsli bewährten sich gut, die fragile Fahrzeugkonstruktion hielt aber den Belastungen des Eisenbahnbetriebs auf Dauer nicht stand.
Unter dem Namen Luxtorpeda entstanden in Polen Lizenzbauten des VT 63, der Prototyp konnte ebenfalls an die Polnischen Staatsbahnen verkauft werden.

### SRJ 103
Für den Betrieb auf der schwedischen Roslagsbanan (Spurweite 891 mm) baute NOHAB im Jahr 1934 einen vierachsigen Triebwagen mit Laufwerken in Lizenz von Austro-Daimler. Bei der hier angewendeten, weiterentwickelten Bauart II wurden die eisernen Führungsräder anstatt der Luftreifen angetrieben, diese dienten nur mehr der Federung. Das zuletzt mit zwei 90 PS starken Scania-Vabis Motoren ausgestattete Fahrzeug bot insgesamt 72 Sitzplätze und erreichte eine Höchstgeschwindigkeit von 80 km/h. Aufgrund einer defekten Benzinleitung brannte das Fahrzeug im Jahr 1939 aus.

### Verbleib
Fast alle Austro-Daimler-Triebwagen wurden entweder bereits vor dem Zweiten Weltkrieg abgestellt, oder durch Kriegseinwirkungen zerstört. Nur zwei unbeschädigte VT 63 blieben in Österreich, sie wurden jedoch aufgrund des schlechten Zustands (infolge jahrelang unterbliebener Instandhaltung) nicht mehr in Betrieb genommen. Die Schmalspurtriebwagen bei den StLB waren während des Krieges infolge Benzinmangels abgestellt worden und wurden in der Nachkriegszeit nur mehr als Personenanhängewagen eingesetzt. Lediglich der VT 2 der StLB hielt sich noch bis 1954, mangels Ersatzteilen musste er in diesem Jahr endgültig abgestellt werden.
Komplett erhaltene Schienenfahrzeuge sind nicht dokumentiert, das Technische Museum Wien besitzt ein komplettes Antriebsdrehgestell eines VT/s der Steiermärkischen Landesbahnen. In der Sammlung des Südbahnmuseum Mürzzuschlag befindet sich ein Drehgestell des von NOHAB in Lizenz gebauten Schmalspurtriebwagen SRJ 103 der Roslagsbanan. Dieses besitzt noch die originalen Semperit-Luftreifen.